# Exochus carens
Exochus carens là một loài tò vò trong họ Ichneumonidae.